# Hydrobiosella armata
Hydrobiosella armata är en nattsländeart som beskrevs av Jacquemart 1965. Hydrobiosella armata ingår i släktet Hydrobiosella och familjen stengömmenattsländor. Inga underarter finns listade i Catalogue of Life.